# Румяна Ченалова
Румяна Методиева Ченалова е българска съдийка, прокурор, адвокат и политик.

## Биография
Румяна Ченалова е родена през 1960 г. в Стара Загора, Народна република България.

### Съдебна система
Работи в окръжната прокуратурата на Стара Загора, където в средата на 1990-те години се издига до зам.-окръжен прокурор. Пост, от който подава оставка през 1996 г., след като разпорежда задържането на управителя на пивоварната „Загорка“ ЕАД – Злати Генчев. Впоследствие Генчев е оневинен, което довежда до оставките на двама съдии в Окръжния съд – Донка Шошева и Ралица Спасова. След като напуска прокуратурата, Румяна Ченалова започва работа като адвокат.
През 2004 г. обслужва правно бившият изпълнителен директор на „Слънце – Стара Загора – БТ“ Тинко Василев. Именно в тази връзка работи с компанията „Македония табак 2000 експорт-импорт“. Няколко години по-късно македонските власти започват разследване срещу Ченалова за това, че през януари 2004 г. е признала от името на дружеството дългове към две компании – швейцарската Bighar Overseas и кипърската Pictor Co Limited за близо 2,5 млн. щатски долара, без реално според тях да е имало подобни задължения. По данни на прокуратурата разследването в Македония срещу нея е прекратено през 2014 г.
През 2008 г. адвокат Румяна Ченалова се връща в съдебната система в България. Тя кандидатства за три места във външния конкурс – Върховния касационен съд, Окръжния съд в Стара Загора и Софийски градски съд (СГС). Тъй като местата във ВКС и Стара Загора са били заети, тя е назначена в градския съд, където поема наказателен състав. Половин година по-късно кандидатства за председател на Окръжния съд в Стара Загора, но не е избрана.
В края на 2011 г. Румяна Ченалова оправдава обвиняемия за двойното убийство пред дискотека „Соло“ на 18 април 2009 г. Илиян Тодоров, който е син на общински съветник от БСП в Перник. Съдия Ченалова гледа на втора инстанция едно от делата срещу бившия директор на „Топлофикация – София“ – Валентин Димитров. Съдия Румяна Ченалова е председател на състава по проточващото се с години дело „Октопод“ срещу бившата барета и съветник в ДАНС – Алексей Петров и още петима души.

#### Уволнение от съдебната система
След констатирани множество нарушения през годините, тя е дисциплинарно уволнена от съдебната система през ноември 2015. Като причини се посочват "забавяне на производство, нарушение на Етичния кодекс, накърняване на престижа на съдебната власт и неизпълнение на други служебни задължения". Решението на ВСС за дисциплинарното уволнение на Ченалова след това е потвърдено от ВАС.

### Политика
Възраждане
През февруари 2021 г. приема предложението да се яви като кандидат–депутат от гражданската квота на партия Възраждане на парламентарните избори през април 2021 г., като е водач на листата в 10 МИР Кюстендил. На парламентарните избори през юли 2021 г., като е водач на листата в 10 МИР Кюстендил и 2–ра в листата в 24 МИР София.